# Tenisový pavilón (Luhačovice)
Tenisový pavilon je dřevěná stavba ve svahu nad tenisovými kurty v blízkosti lázeňského centra Luhačovic.

## Historie
Objekt podle návrhu architekta Josefa Skřivánka, který byl členem správní rady luhačovických lázní, byl vybudován v letech 1924–1926 a stylově navázal na Jurkovičovu architekturu v centru města. V roce 2000 byla stavba prohlášena kulturní památkou.
Pavilon se jako jedna z mála historických staveb v Luhačovicích dochoval zcela v původní podobě, bez novodobých zásahů, a stále slouží účelu, pro který byl navržen, tedy jako zázemí pro tenisty.

## Architektura
Stavba obdélníkového půdorysu stojí na vysoké kamenné podezdívce a je završena valbovou střechou se segmentovým vikýřem. V průčelí orientovaném směrem k tenisovým kurtům je v kamenné podnoži umístěn vstup do sklepa a po jeho stranách dvě kruhová okna do tohoto prostoru. Po obou stranách hlavního průčelí vedou schodiště na prosklenou verandu. Z verandy lze vstoupit do šaten, které jsou v objektu umístěny symetricky pro muže a ženy a vede do nich okno vždy z boční strany pavilonu. V centrální části stavby je pak místnost správce, rovněž přístupná z verandy. Toalety, připojené k zadnímu průčelí budovy, byly přistavěny později. Stavebním materiálem pavilonu je kámen a dřevo, jako střešní krytina byl použit plech. 
Před pavilonem je otevřená tribuna pro návštěvníky a před ní tenisové kurty.

## Zajímavost
V pavilonu je umístěna malá výstavka ve vzteku rozbitých tenisových raket.